# イット・バッグ

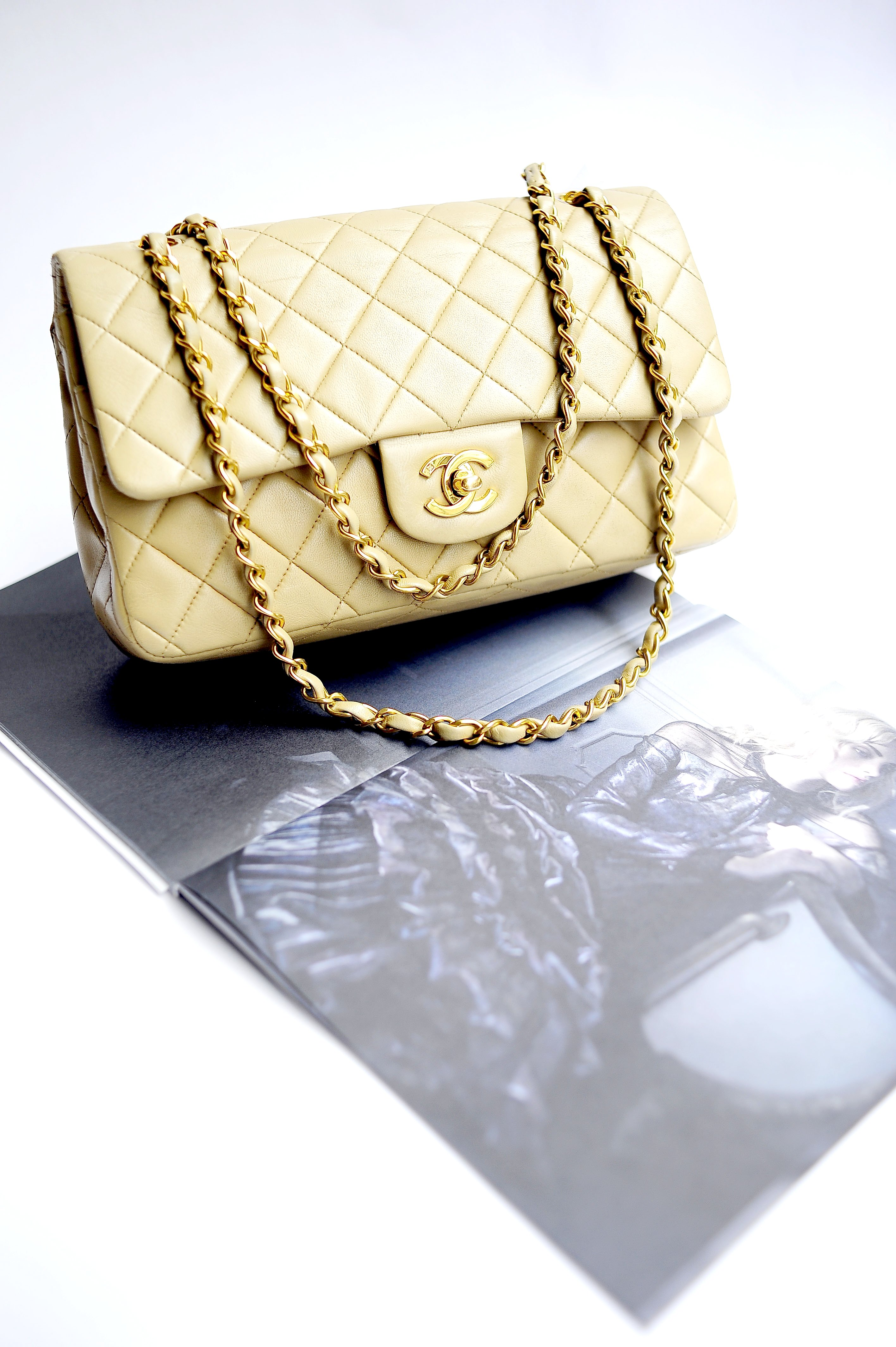
シャネルの「2.55」。

イット・バッグ (It Bag) は、1990年代、2000年代においてファッション業界で口語的に使われ始めた言葉で、シャネル、エルメス、フェンディなどの高価なデザイナー・ハンドバッグのブランドや型で、人気が高くベストセラーになっているものを指す業界用語。
日本語では、「今、旬なバッグ」と説明されることもある。

## 歴史
他のバッグと容易に見分けられるような「ステータス・バッグ」のコンセプトを最初に生み出したとされるひとりは、ヴェネツィアのファッション店ロベルタ・ディ・カメリーノ (Roberta di Camerino) を1945年に創業したジュリアーナ・カメリーノ (Giuliana Camerino) であった。カメリーノのハンドバッグは、職人技の作りと、それまで衣服でしか用いられていなかった特徴的な生地の使い方によって、たちまち注目を集めるようになった。彼女の革新的であった点のなかには、1946年にバッグの柄に「R」の文字を象った格子模様を取り入れたこと（同様の趣向であるグッチの「G」に先んじていた）、1957年に革を編んだバッグを導入したこと（ボッテガ・ヴェネタに先んじていた）、1964年に、後にプラダに継承されることになる、ユニークな造形の型をもつハンドバッグをデザインしたこと、などが含まれていた。
エルメス、シャネル、ルイ・ヴィトンといったファッション店は、「イット・バッグ」という概念ができる遥か以前から、有名になった様々なハンドバッグを生み出してきた。1935年、エルメスは上部に把手がついた革のバッグ「サック・ア・デペッシュ (Sac à dépêches) を革製品のラインに加えた。1956年に至り、このデザインは、グレース・ケリーが愛用したことにちなんで「ケリー (Kelly)」と称されるようになった。ココ・シャネルは、高級な革のバッグである「2.55」を1955年2月に創り上げた。1984年、エルメスは、女優で歌手のジェーン・バーキンのために、1900年ころに原型が創り出された「オータクロア (Haut à Courroies)」のデザインを変更した。このバッグ「バーキン (Birkin)」は、1990年代から2000年代にかけてのデザイナー・バッグの熱狂の中で、最も好ましく、広く認知されたバッグのひとつとなった。
「イット・バッグ」という言葉が生み出されたのは、ファッション界でハンドバッグの市場が爆発的に拡大した1990年代であった。デザイナーたちは、ファッション関係のメディアを通して、あるいは有名人に使用してもらうなどして、賢明にマーケットに働きかければそのシーズンの必須のバッグになって大量に売れるような、ひとつの、容易にそれと判別できるデザインを追及した。ボッテガ・ヴェネタ、シャネル、フェンディ、エルメス、プラダ、ルイ・ヴィトンなどのデザイナーたちは、既に評価が確立された少数の特定モデルに集中することはせず、好ましいバッグの新作を引き続き市場に出し続けた。この当時、最も成功したデザインには、クロエの「Paddington」、バレンシアガの「Motorcycle」、アレクサ・チャンにちなんで命名されたマルベリーの「Alexa」などがある。クロエは、「Paddington」の格式と希少性を高めようと、注文を順番待ちに処理することを徹底したため、一部のせっかちな顧客はわざと他社のライバル商品をかったりしたという。そのシーズンの必須のバッグと目されると、それに標的として注文を受けてバッグを盗み、ファッショナブルなバッグを正価を払わずに入手したいという人々に格安の値段で売りさばくような犯罪も起きた。例えば、2007年にはランバンの「Olga Sac」やジバンシィの「Bettina」が、2008年にはシャネルの「2.55」やバレンシアガの「Motorcycle」が狙われた。
2000年代はじめには、中国系アメリカ人デザイナーのメアリ・ピング (Mary Ping) が創始したニューヨークのコンセプチュアルなレーベル「Slow and Steady Wins the Race」が、バレンシアガ、ディオール、グッチなどのイット・バッグを下敷きに、安価なキャラコ生地やホームセンターで入手できる金具を使い、手の届く価格になることを狙って製造した、オリジナルのバッグのデザイナー的意匠を模したバッグ類を提供し始めた。こうしたバッグは、消費主義のコンセプトや、伝統的なファッション産業界の組み込まれた退行 (obsolescence) 的傾向に、「ゆっくり着実に (Slow and Steady)」挑戦するものである。
2008年には、「イット・バッグ」の人気には陰りが見えたと報じられた。セリア・ウォルデン (Celia Walden) は、2011年5月に、高価なステータス・バッグを求める顧客は今後もずっと常に存在することであろうが、そのシーズンに必須の「イット・バッグ」を持つという考え方は、既に流行遅れになっているのだと評した。
しかし、その後も、バーキンに代わってセリーヌのラゲージ (Luggage) がイット・バッグとしてもてはやされているとも報じられている。
イット・バッグと称されるバッグは、ファッション関係者や有名人多数が愛用し、頻繁にそのバッグを持っている場面が写真などに残され、また、色違いやサイズ違いで同じ型のバッグを複数もっている有名人もいるようなバッグであると考えられている。

## 関連文献
- Wilson, Eric (2007年11月1日). “Is This It for the It Bag?”. New York Times 2012年3月30日閲覧。